# Moxyland
A Moxyland egy 2008-ban megjelent cyberpunk regény Lauren Beukes tollából, a technológiai fejlődésről és az általa felemésztett szabadságról. 
Magyarországon az Ad Astra kiadó jóvoltából jelent meg, akik a szerző Zoo City című írását is kiadták már. Fordítója Körmendi Ágnes volt.

## Cselekmény
|  | Alább a cselekmény részletei következnek! |

Beukes Fokvárosának sokszínű világában underground mozgalmárok csapnak össze génmódosított harci kutyákkal, és feltörekvő hírességek adják el reklámfelületnek a testüket nanotechnológiai designerdrogokért cserébe.
Kendra, egy művészeti iskoláról kibukott fotós kísérleti marketingprogramra jelentkezik; Lerato, az ambiciózus programozó titkon át akar igazolni a multicégtől, amelynek dolgozik; Tendeka, a forrófejű aktivista egyre veszedelmesebb akciókat szervez, és Toby, a sármos blogger rájön, hogy a videojátékok, amikkel pénzért játszik, sokkal több mindent rejtenek, mint amit a látszat mutat…
Négy fiatal története fonódik össze egy olyan világban, ahol a virtuális identitás legalább olyan fontos, mint a valódi. A lekapcsolás a rendszerről rosszabb a börtönnél is, valakinek mégis szembe kell szállnia a Kormányzat Rt-vel – kerül, amibe kerül.
|  | Itt a vége a cselekmény részletezésének! |

## Magyarul
- Moxyland; ford. Körmendi Ágnes; Ad Astra, Bp., 2013